# هانس شربارت
هانس شربارت (آلمانی: Hans Scherbart؛ زادهٔ ۱۶ دسامبر ۱۹۰۵) بازیکن هاکی روی چمن اهل آلمان است.
هانس شربارت برای تیم برلینر اس وی ۹۲ بازی کرد و با آن در سال ۱۹۴۰ قهرمان آلمان در هاکی شد. این مهاجم اولین بازی خود را در تیم ملی هاکی آلمان در سال ۱۹۲۸ انجام داد. در بازی های المپیک ۱۹۳۶ برلین، شربارت در سه بازی شرکت کرد. او همچنین در بازی فینالی که ۱-۸ هندی هایی را شکست دادند که در آن زمان شکست ناپذیر محسوب می شدند، حضور داشت و به همراه هم تیمی هایش به مدال نقره رسید. در مجموع، هانس شربارت در ۳۱ مسابقه بین المللی از سال ۱۹۲۸ تا ۱۹۴۰ بازی کرده است.